# Helmut Liedermann
Helmut Liedermann (* 10. August 1926 in Wien; † 29. Juni 2019 in Wien) war ein österreichischer Botschafter.

## Leben
Helmut Liedermann war der Sohn von Wanda und Hans Liedermann, einem Mitglied des Obersten Gerichtes von Österreich. Er studierte an der Universität Wien Rechtswissenschaft, Staatswissenschaften und wurde 1950 zum Doktor der Rechte promoviert.
1955 trat er in den auswärtigen Dienst. Von 1957 bis 1962 wurde er in Warschau beschäftigt, wo er 1962 als Geschäftsträger fungierte. Von 1962 bis 1965 war er im Außenministerium tätig, wo er 1965 die Personalabteilung leitete.
Ab 1962 gehörte er der Prüfungskommission für Völkerrecht der staatswissenschaftlichen Staatsprüfungskommission der Universität Wien an.
Von 22. September 1965 bis 13. März 1971 war Liedermann Generalkonsul in Berlin und leitete die österreichische Delegation in Westberlin. 1971 bis 1977 leitete er die Abteilung Ost-West-Beziehungen, KSZE im Außenministerium, 1972 bis 1975 die österreichische Delegation bei der KSZE in Genf.
Von 1977 bis 1981 war er Botschafter in Belgrad sowie bei der Regierung in Tirana akkreditiert, 1981 bis 1986 war er Botschafter in Moskau sowie bei der Regierung in Ulaanbaatar, Mongolei akkreditiert. 1986 bis 1992 war er Beauftragter der österreichischen Regierung für die Weltkonferenz über Menschenrechte in Wien.
Seit 1996 ist er Visiting-Professor am York College of Pennsylvania. Er wurde in der Familiengruft in Haugsdorf beigesetzt.

## Auszeichnungen
- 2000: Großes Silbernes Ehrenzeichen mit dem Stern für Verdienste um die Republik Österreich[5]